# ۳۰ صفر
۳۰ صفر، سی اُمین روز ماه صفر در تقویم هجری قمری است. این روز فقط در بعضی سال‌های هجری قمری وجود دارد.
در تقویم هجری قمری قراردادی این روز وجود ندارد.

## درگذشت‌ها
- ۲۰۳ ‐ علی بن موسی، هشتمین امام شیعیان[۱]